# Кодзасов, Сандро Васильевич
Сандро́ Васи́льевич Кодза́сов (14 июля 1938, Москва — 25 октября 2014, Карлсруэ) — советский и российский лингвист, доктор филологических наук, специалист по фонетике.

## Биография
Окончил филологический факультет МГУ по Отделению русского языка и литературы.
Регулярно участвовал в лингвистических экспедициях ОТиПЛ.
Старший научный сотрудник Института русского языка РАН.
Доктор филологических наук (2002, диссертация «Комбинаторные методы в фонологии» защищена в МГУ).
Был женат на переводчице Тамаре Казавчинской; тесть — профессор Я. З. Казавчинский.

## Преподавание

### Общие курсы
Вёл на Отделении теоретической и прикладной лингвистики курс «Общая фонетика» (совместно с О. Ф. Кривновой).
В 2000 году по курсу опубликован фундаментальный учебник «Общая фонетика», где С. В. Кодзасову принадлежат главы, касающиеся интонации и фонологической типологии.

### Спецкурсы и спецсеминары
- «Интонация русского диалога: формы и функции»,
- «Экзотическая фонетика» и др.

На протяжении нескольких лет С. В. Кодзасов также преподавал фонетические дисциплины в Российском государственном гуманитарном университете.

## Научная деятельность
Основная область научных интересов С. В. Кодзасова — фонологические системы языков разной ареальной и типологической принадлежности. В центре его внимания находится принцип комбинаторности, лежащий в основе языка как целого и его звуковой системы в частности.
С. В. Кодзасов разрабатывал компонентную структуру фонологических признаков, комбинаторную модель просодии слова и комбинаторную модель русской интонации.
На концепцию C. В. Кодзасова большое влияние оказала многолетняя практика исследовательской работы в лингвистических экспедициях по изучению многих языков России, в первую очередь, дагестанских, камчатских, тюркских.
Фонологическая концепция C. В. Кодзасова и результаты его конкретных исследований излагались на внутренних и зарубежных научных собраниях (Всероссийские совещания по фонетике, конференции ДИАЛОГ, АРСО, чтения памяти А. А. Реформатского, конференции по логическому анализу языка; Международные фонетические конгрессы в Таллине, Экс-ан-Провансе, Сан-Франциско, Барселоне; Международный конгресс фонологов (Кремс), Международные конференции в Познани и Стокгольме, пленарная сессия проекта ЕВРОТИП (Иль-Чокко) и др.).
С. В. Кодзасов выступал с лекциями о русской интонации и кавказской фонетике в различных университетах Европы (Амстердам, Лейден, Париж, Кан, Лунд, Штутгарт, Вена, Тампере, Лейпциг) и США (Энн-Арбор, Лос-Анджелес).
К 70-летию учёного был выпущен посвящённый ему сборник научных статей.

## Основные публикации
С. В. Кодзасову принадлежит более 100 опубликованных научных работ, а также сборник избранных стихов.

### Монографии
- Алгоритмы преобразования русских орфографических текстов в фонетическую запись. М.: МГУ, 1970. 130 с. (в соавторстве с Л. В. Златоустовой, О. Ф. Кривновой, И. Г. Фроловой)
- Фрагменты грамматики хиналугского языка. М.: МГУ, 1972. (в соавторстве с А. Е. Кибриком и И. П. Оловянниковой).
- Опыт структурного описания арчинского языка (в 4-х тт.). М.: МГУ, 1977. (в соавторстве с А. Е. Кибриком, И. П. Оловянниковой, Д. С. Самедовым)
- Современная американская фонология. М.: МГУ, 1981. 194 с.; 2-е изд., М., УРСС, 2004. (в соавторстве с О. Ф. Кривновой)
- Сопоставительное изучение дагестанских языков. Глагол. М.: МГУ, 1988. — 226 с. (в соавторстве с А. Е. Кибриком)
- Сопоставительное изучение дагестанских языков. Имя. Фонетика. М.: МГУ, 1990. — 366 с. (в соавторстве с А. Е. Кибриком)
- Общая фонетика. М.: РГГУ, 2001. 592 с. (в соавторстве с О. Ф. Кривновой).
- Язык и фольклор алюторцев. М., 2000. (в соавторстве с А. Е. Кибриком и И. А. Муравьёвой).
- Исследования в области русской просодии. М.: Языки славянских культур, 2009.

### Основные статьи
- Интонация предложений с дискурсивными словами. // Путеводитель по дискурсивным словам русского языка.— М., 1993.
- Законы фразовой акцентуации. // Просодический строй русской речи. М., 1996.
- Комбинаторная модель фразовой просодии. // Просодический строй русской речи. М., 1996.
- Просодические классы слов и место ударения. // Просодический строй русской речи. М., 1996.
- Уровни, единицы и процессы в интонации. // Проблемы фонетики. 1999. № 3.
- Голос: свойства, функции и номинации. // Язык о языке. М., 2000.
- Фонетическая символика пространства (семантика долготы и краткости). // Логический анализ языка. Языки пространств.— М., 2000.

### Стихи
- Стиховая практика фонетиста (сборник). М.: МАКС Пресс, 2008.

## Память
24 апреля 2015 года в Институте языкознания РАН проводится Конференция памяти С. В. Кодзасова.